# Peace River
Der Peace River (französisch Rivière de la Paix; deutsch früher auch Friedensfluss) ist ein 1521 km langer Fluss in den kanadischen Provinzen British Columbia und Alberta. Er ist ein British Columbia Heritage River.
Mit seinem Quellfluss Finlay River ist er 1923 km lang und mündet in den Slave River, kurz nachdem dieser den Athabascasee verlassen hat.
Das ehemals am Fluss gelegene Fort Fork der North West Company war im Jahr 1793 Ausgangspunkt für die erste Durchquerung Nordamerikas nördlich von Mexiko nach Westen zum Pazifischen Ozean durch Sir Alexander MacKenzies Expedition.

## Flusslauf
Der Fluss, der zum Flusssystem des Mackenzie River gehört, entfließt dem in British Columbia in den Rocky Mountains gelegenen Williston Lake, einem Stausee, dessen größte Zuflüsse der Finlay River und der Parsnip River sind. Vom W.-A.-C.-Bennett-Staudamm, der sich an seinem Ostarm befindet, fließt der Peace River in nordöstlicher Richtung durch Alberta, wobei er die Wasser der in ihn mündenden Flüsse Smoky River und Wabasca River aufnimmt, zum Slave River.
Das Einzugsgebiet des Peace River umfasst 302.500 km².

## Verschiedene Namen für einen Fluss
Der Fluss selbst hatte bei vielen nördlichen Stämmen wie den Daneẕaa (Dunneza – ‚The real (prototypical) people‘ – „das wahre, prototypische Volk“, früher Beaver genannt), South Slavey (Deh Cho – „Volk am großen Fluss, d. h. am Mackenzie River“), Dogrib (Done, Dene – „Volk“ oder Done Do – „Dene Volk“), Chipewyan (Denesuline, Denésoliné, Dënesųłiné – „Volk des kargen, öden Landes“) und Sekani (Tse’khene – „Volk in den steinigen Bergen“) eigene Bezeichnungen.
Wie der Historiker Merrily Aubrey betont, wird die Bedeutung des Flusses unter den verschiedenen indigenen Stämmen durch die verschiedenen Namen bezeugt, die dem Fluss durch diese gegeben wurden.
Die flussaufwärts lebenden Daneẕaa nannten den für die so lebenswichtigen Fluss auf Grund dessen Größe einfach Ungeega, was wörtlich übersetzt einfach „Großer Fluss“ bedeutet.
Eine andere Quelle berichtet, dass die South Slavey den Fluss hingegen als Chin-chago – was angeblich Schöner Fluss bedeutet (siehe: William Ogilvie) – bezeichneten. Heute wird ein Nebenfluss des Hay River Chinchaga River genannt.
Der heute gebräuchliche englische Name als Peace River leitet sich von Peace Point am Zusammenfluss mit dem Slave River ab, an dem im Jahr 1781 zwischen den verfeindeten Daneẕaa und den in deren Gebiet immer weiter vordringenden Cree ein Friedensvertrag geschlossen wurde, der den Fluss als Grenze zwischen den beiden Stämmen besiegelte.
Das Hudson’s Bay Post Journal von 1822 nennt den Fluss jedoch noch Rivière de Broche, was sich vom französischen Wort für Hecht – brochet, einen wichtigen Speisefisch – ableitet. Die Namensgebung weist auf das unmittelbare Interesse sowohl der Engländer als auch der Franzosen hin, diesen Fluss als Quelle von Nahrung für ihre Unternehmungen im Pelzhandel zu nutzen.

## Staudammprojekt
Westlich des Forts St. John besteht das Staudammprojekt Site C Dam, das vom regionalen Elektrizitätsunternehmen BC Hydro ausgearbeitet wurde. Der Damm soll bis 2024 fertiggestellt sein, 6.4 Milliarden Euro kosten sowie 107 Kilometer Flusslauf und 53 Quadratkilometer Fläche bedecken. Menschen vor Ort, 360 kanadische Wissenschaftler und Organisationen leisten dem Dammprojekt Widerstand. Die Indianerstämme West Moberly und Prophet River First Nations klagen gegen die kanadische Regierung, weil ein Abkommen von 1899 besteht, das den Ureinwohnern die traditionelle Lebensweise mit Fischfang, der Stellung von Tierfallen und Jagd zugesichert hat. Nach der Wahl zum Provinzparlament im Jahr 2016 veranlasste die neue Provinzregierung, dass dieses Projekt nochmals überprüft wird.

## Orte am Fluss
- Fort St. John, British Columbia
- Peace River, Alberta
- Fort Vermilion, Alberta